# Thierry Steimetz
Thierry Steimetz (* 9. Juli 1983 in Creutzwald) ist ein ehemaliger französischer Fußballspieler.

## Karriere

### Als Spieler
Steimetz spielte von 2001 bis Anfang 2012 in der Reservemannschaft von RC Lens, beim Drittligisten US Roye, dem Viertligisten US Forbach, in Luxemburg beim CS Grevenmacher in der BGL Ligue und wieder in Frankreich für den CSO Amnéville.
Im Winter 2012 wechselte er zum damaligen Zweitligisten FC Metz. Sein Debüt im Profifußball gab er am 6. März 2012, als er am 22. Spieltag gegen Stade Laval in der 68. Spielminute für Yeni N'Gbakoto eingewechselt wurde. Er kam für die Metzer zu zehn Einsätzen und stieg mit der Mannschaft aus der Ligue 2 ab. Zum 1. Juli 2012 wechselte er nach Luxemburg zu F91 Düdelingen. Am 23. Juli 2012 schoss er bei der 3:4-Niederlage im Rückspiel in der zweiten Qualifikationsrunde zur UEFA Champions League gegen den FC Red Bull Salzburg zwei Tore; da F91 Düdelingen das Hinspiel mit 1:0 gewonnen hatte, zog der Verein in die 3. Qualifikationsrunde ein.
Im Juli 2014 ging Steimetz zum deutschen Regionalligisten FC 08 Homburg. Am 25. April 2015 absolvierte Steimetz beim 3:0-Sieg am 30. Spieltag der Regionalliga Südwest gegen den KSV Baunatal sein erstes von vier Saisoneinsätzen. Im gleichen Jahr wurde ihm ein gutartiger Tumor aus der Wade entfernt. Am 11. November 2016 absolvierte Steimetz beim 2:0-Sieg am 20. Spieltag der Saison 2016/17 gegen den FC Nöttingen, in der ihm das Tor zum Endstand gelang, sein letztes Spiel als Aktiver. 
Im Februar 2017 wurde bei ihm erneut ein bösartiger Tumor festgestellt, aufgrund dessen ihm Ende April 2017 ein Unterschenkel amputiert wurde.

### Als Trainer
Von 2018 bis 2020 trainierte Steimetz den französischen Amateurverein SSEP Hombourg-Haut.

## Erfolge
- Luxemburgischer Pokalsieger: 2008
- Luxemburgischer Meister: 2014
- Saarlandpokalsieger: 2016